# Акулово (Дмитровський міський округ)
Акуло́во (рос. Акулово) — присілок у складі Дмитровського міського округу Московської області, Росія.

## Населення
Населення — 2 особи (2010; 6 у 2002).
Національний склад (станом на 2002 рік):
- росіяни — 83 %